# The Peaceful Side
The Peaceful Side è un album di Billy Strayhorn, pubblicato dalla United Artists Records nel 1963.

## Tracce
Lato A
1. Lush Life – 3:26 (Billy Strayhorn)
2. Just a-Sittin' and a-Rockin' – 2:50 (Billy Strayhorn, Duke Ellington, Lee Gaines)
3. Passion Flower – 3:40 (Billy Strayhorn, Duke Ellington)
4. Take the "A" Train – 3:14 (Billy Strayhorn)
5. Strange Feeling – 3:38 (Billy Strayhorn, Duke Ellington)

Durata totale: 16:48
Lato B
1. Day Dream – 4:01 (Billy Strayhorn, Duke Ellington, John Latouche)
2. Chelsea Bridge – 3:15 (Billy Strayhorn)
3. Multi Colored Blue – 3:19 (Billy Strayhorn)
4. Something to Live For – 3:00 (Billy Strayhorn, Duke Ellington)
5. A Flower Is a Lovesome Thing – 4:42 (Duke Ellington)

Durata totale: 18:17

## Musicisti
- Billy Strayhorn - pianoforte
- Michel Goudret - contrabbasso
- Paris Blue Notes - parti vocali (cori)
- Paris String Quartet - strumenti ad arco